# Ягодкіна Тетяна Генріївна
Ягодкіна Тетяна Генріївна (нар. 25 лютого 1982, Київ) — українська художниця, монументальний художник, педагог і громадський діяч; член Національної спілки художників України з 2006 року; керівник мистецької студії Iva Art Club. Донька заслуженого художника України Генрі Миколайовича Ягодкіна.

## Біографія
Народилася 25 лютого 1982 року в Києві. У 2000 році закінчила живописне відділення Дитячої художньої середньої школи ім. Т. Г. Шевченка під керівництвом викладача Ю. П. Гуріна.
У 1999—2000 рр. пройшла підготовчі курси у приватній майстерні Г. М. Ягодкіна.
У 2006 році отримала диплом магістра живопису з відзнакою Національної академії образотворчого мистецтва та архітектури, де навчалася у майстерні професора Лопухова О. М.
У 2008 році Тетяна Ягодкіна пройшла стажування в творчих майстернях Cite Internationale des Arts (Париж, Франція).

## Творчість
Основа робіт Тетяни Ягодкіної — класична реалістична школа живопису. Художниця трансформувала своє світосприйняття в притаманну лише їй манеру письма й техніку, що стало особливою рисою творчості Тетяни. Поле експерименту в поєднанні класики та абстракції для неї — пейзаж, натюрморт та портрет.
Акорди кольору, які художниця ретельно добирає, емоційно яскраві та сильні. Завдяки лаконічно-монументальним композиціям, роботи Тетяни не перевантажені зайвими деталями, насичені настроєм, емоцією та, водночас, мінімалістичні.
Роботи Тетяни Ягодкіної можна побачити в таких публічних колекціях:
- Музей сучасного мистецтва України (Київ, Україна);
- Археологічний музей Македонії (Скоп'є, Македонія);
- Національний музей м. Батумі (Грузія);
- Київський обласний археологічний музей (с. Трипілля, Київська область, Україна);
- Чернігівський обласний музей (Чернігів, Україна);
- Музей-квартира В.С. Косенка (Київ, Україна);
- Канівський літературний музей (Канів, Україна);
- Краєзнавчий музей (Кременець, Україна);
- Фонди Національної спілки художників (Київ, Україна);
- Грожеський центр культури (Грожец, Польща);
- Міська галерея міста Опово (Опово, Сербія);

Роботи Тетяни знаходяться у приватних колекціях 1-го Президента України Л. М. Кравчука, HH Sheik Bin Khalifa Al Nahyan, що належить до правлячої династії ОАЕ, а також в Україні, США, ОАЕ, Іспанії, Швейцарії, Ізраїлі, Індії, Македонії, Польщі, Сербії, Хорватії, Великій Британії.

## Громадська діяльність
З 2015 року Тетяна Ягодкіна співпрацює з благодійним проектом «UaWorld»: проводяться майстер-класи для дітей дитячого будинку сімейного типу Валентини Вовк, заняття з живопису з дітьми «Міста щасливих дітей», майстер-класи для дітей у Центрі соціально-психологічної реабілітації Оболонського району м. Київ, заняття з живопису для дітей переселенців з України у Польщі (Стальова Воля, Польща) та заняття з дітьми переселенців під егідою Громадської організації «Наш Краматорськ» (Київ, Україна).
В 2022 році Тетяна Ягодкіна провела майстер-класи за грантовою програмою для дітей переселенців з Україні та дітей з Польщі у м. Розвадув (Польща), а також протягом шести місяців співпрацювала з Міським будинком культури м. Стальова Воля (Польща).
Також у 2022 році Тетяна була куратором персональної виставки Г.М. Ягодкіна «Основи», присвяченої до 300-річчя з дня народження Г.С. Сковороди, у галереї Національної бібліотеки для дітей та членом журі міжнародного дитячого конкурсу малюнку у Національній бібліотеці України для дітей.
Громадські проекти попередніх років: 
- 2020-2021 — Співорганізатор пленерів з Наталією Петрухою у Мистецькій резиденції «Садиба на Дністрі – Непоротове / Cottage Boutique on Dnister – Neporotove» (с. Непоротове, Чернівецька область , Україна);
- 2017, 2018 — Благодійний аукціон Аспен;
- 2018 — Благодійний аукціон ZOOART;
- 2017 — Майстер-клас у Мистецькому Арсеналі для організація «Здорове людство» (Київ, Україна);
- 2009, 2014, 2015 — Майстер-класи для дітей в Arboretum Bolestraszyce (Перемишль, Польща);
- 2015 — Майстер-класи в галереї «N2N gallery» (Абу-Дабі, ОАЕ);
- 2014 — Член журі конкурсу «Maluemy pastelami» — Міський дім культури (Тарнобжег, Польща).

## Персональні виставки
- 2022 — «Живопис» — Виставковий простір Kwiaty ze smakiem (Стальова Воля, Польща);
- 2019 — «Малий формат» — Садиба на Дністрі (с. Непоротове, Україна);
- 2018 — «Вишгород. Зв'язок часів» — Музей Вишгородського історико-культурного заповідника (Вишгород, Україна);
- 2017 — «Зупинений час» — Галерея Інституту міжнародних відносин «IIR Open Space» (Київ, Україна);
- 2017 — «Виставка-квартирник у музеї» — Музей-квартира В. С. Косенка (Київ, Україна);
- 2017 — «Територія свободи» — Краєзнавчий кременецький музей (Кременець, Україна);
- 2016 — «Painting» — Yas Beach Club (Абу-Дабі, ОАЕ);
- 2015 — «Життя і сонце» — Галерея «Соборна» (Київ, Україна);
- 2014 — «Виставка живопису» — ТЦ «Арт-Молл» (Київ, Україна);
- 2014 — «Elemental forces» — Галерея «N2N» (Абу-Дабі, ОАЕ);
- 2013 — «Ednosc przeciwienstw» — Klub Artyczny Galeria (Грожец, Польща);
- 2013 — «Легкий жанр» — Галерея «Дім Миколи» (Київ, Україна);
- 2012 — «Колір» — Міська галерея (Опово, Сербія);
- 2011 — «Елементалі» — Виставкові зали комплексу «Томак» (Київ, Україна);
- 2009 — «Bon voyage» — Галерея «Ann galeri» (Київ, Україна);
- 2007 — «Настрій літа» — Галерея «Арт-Перформенс» (Київ, Україна);
- 2006 — Звітна виставка за грантом Президента України «Свято роду» — Галерея «Митець» (Київ, Україна);
- 2004 — «Плетиво часу» — Галерея «Ра» (Київ, Україна).

## Групові виставки
- 2022 — «Між двома світами» — Галерея міського дому культури м. Стальова Воля (Польща);
- 2021 — «Очаків2021» — музей-майстерня ім. І. П. Кавалерідзе (Київ, Україна);
- 2020 — «Міжнародна виставка віртуального проекту COV 19/20» — Музей художньої галереї (Батумі, Грузія);
- 2018 — «Виставка» — Музей гончарства, Вишгородський національний заповідник (Україна);
- 2017 — «Від Трипілля до сьогодення» — Виставкові зали Національної Спілки художників України (Київ, Україна);
- 2017 — «Арт фортеця» (Київ, Україна);
- 2017 — «Моя картина» (спільний проект НАОМА, Художнього музею Т. Г. Шевченка у Пекіні та Академії каліграфії та живопису КНР) — Виставкові зали НАОМА (Київ, Україна);
- 2017 — «Родинна справа» — Галерея «Митець» (Київ, Україна);
- 2016 — «Від Трипілля до сьогодення» — Виставкові зали Національної Спілки художників України (Київ, Україна);
- 2016 — «Різнобарв'я» — галерея «Митець» (Київ, Україна);
- 2016 — «Чоловіче НЮ. Малюють жінки» — Галерея «Білий світ» (Київ, Україна);
- 2016 — «Діалоги мандрів» — Вища кваліфікаційна комісія суддів України (Київ, Україна);
- 2015 — «Митці і мистецтвознавці» — галерея «Митець» (Київ, Україна);
- 2015 — «Виставка сучасних художників» — галерея «Митець» (Київ, Україна);
- 2015 — «Благодійна виставка продаж» — Мистецький Арсенал (Київ, Україна);
- 2015 — виставка «Артефакти в натюрморті» — виставкові зали Українського фонду культури (Київ, Україна);
- 2015 — «Виноград. виноробство, вино» в рамках «Французької весни» в Україні — Експозиція у Будинку митрополита, Національний заповідник «Софія київська» (Київ, Україна);
- 2015 — «Справжні українці» — Виставкові зали Національної Спілки художників України (Київ, Україна);
- 2014 — «Храми України» — Мистецький центр «Шоколадний будинок» КНМРМ (Київ, Україна);
- 2014 — «Вогонь любові, присвята Майдану» — M17 Contemporary Art Center (Київ, Україна);
- 2014 — «Мистецтво крізь часи і простір» — Центральний будинок художника (Київ, Україна);
- 2013 — «Молодіжна всеукраїнська виставка» — Галерея «Дім Миколи» (Київ, Україна);
- 2013 — «НЮ» — галерея «Митець» (Київ, Україна);
- 2013 — «Трипільська культура» — Український фонд культури (Київ, Україна);
- 2013 — «Мистецтвознавці та митці» — Галерея «Митець» (Київ, Україна);
- 2013 — "Відкриття галереї «N2N» (Абу-Дабі, ОАЕ);
- 2013 — «Виставка живопису» — Фонд Б.Олійника (Київ, Україна);
- 2013—2014 — «Пейзаж» — галерея «Митець» (Київ, Україна);
- 2013 — «Пейзажна Україна. Духовна Україна» — галерея «Провідні митці України» (Київ, Україна);
- 2012 — «Від трипілля до сьогодення» — Національна спілка художників України (Київ, Україна);
- 2012 — Виставка, присвячена Григорію Сковороді — Зали Могилянської академії (Київ, Україна);
- 2011—2010 — Співпраця з археологічним музеєм в місті Скоп'є (Македонія);
- 2009 — Аукціон в рамках акції «Художники проти грипу» на Арт-Києві — Український дім (Київ, Україна);
- 2009 — «Vigne vinefication vin Koktebel» — Галерея «Хлібня» (Київ, Україна);
- 2009 — Виставка-презентація пленерів проекту «Гурзуфські сезони» — Виставковий зал Інституту проблем сучасного мистецтва АМУ (Київ, Україна);
- 2008 — «Гурзуфські сезони» — «Трансформації часу» (Гурзуф, Україна);
- 2007 — «Попленерова виставка» — Міська галерея м. Тарнобжег (Польща);
- 2007 — «Салон ЦДХ 2007» — Центральний будинок художників (Москва, Росія);
- 2006 — Україно-Італійський проект «Під крилом Святого Архистратига Михаїла» — галерея «Хлібня», Софія Київська (Київ, Україна);
- 2006 — Україно-Італійський проект «Під крилом Святого Архистратига Михаїла» (Рим, Італія).